# Wolhusen
Wolhusen est une commune suisse du canton de Lucerne, située dans l'arrondissement électoral d'Entlebuch.

Vue aérienne de 300 m par Walter Mittelholzer (1922)